# عقيل موفتين
عقيل موفتين ( مواليد 29 نوفمبر 1979 ) هو محامٍ ورجل أعمال عراقي يشغل منصب الرئيس التاسع للجنة الأولمبية الوطنية العراقية منذ عام 2024 .  

## حياته المهنية
وهو مالك ومؤسس بنك الاتحاد العراقي . كما أنه رئيس الاتحاد العراقي للفروسية منذ عام 2022 . كما فاز مفتن بعضوية المجلس الأولمبي الآسيوي  في عام 2024 .

## روابط خارجية
- الموقع الرسمي - اللجنة الأولمبية الوطنية العراقية